# Ronald S. Stroud
Ronald S. Stroud (8 de julio de 1933-7 de octubre de 2021) fue un historiador y epigrafista canadiense.

## Trayectoria profesional
Después de obtener su licenciatura en la Universidad de Toronto en 1957, estudió en la Universidad de California en Berkeley , donde obtuvo su doctorado en 1965. Comenzó a enseñar allí en 1969 como profesor asociado, como profesor en 1972. En 2007, se convirtió en profesor emérito. Desde 1979, fue editor asociado de Supplementum Epigraphicum Graecum. Fue miembro del Instituto Arqueológico Alemán.

## Obras
- Drakon's Law on homicide, Berkeley 1968
- The Axones and Kyrbeis of Drakon and Solon, Berkeley 1979
- The sanctuary of Demeter and Kore, 3: Topography and architecture, Princeton 1997, ISBN 0-87661-183-8
- The Athenian grain-tax law of 374/3 B.C. ,  Princeton 1998, ISBN 0-87661-529-9
- The Athenian Empire on Stone, Athen 2006

## Premios
- 2006 Berkeley Citation[2]